# Louis Geyer
Louis Geyer (Germania, 1º agosto 2001) è un giocatore di football americano tedesco che milita nel ruolo di wide receiver nella European League of Football (ELF).
Ha giocato nelle giovanili di Ludwigsburg Bulldogs, Stuttgart Scorpions, München Rangers e Fursty Razorbacks passando poi nella prima squadra degli Scorpions (non ha però potuto giocare a causa dell'annullamento del campionato tedesco 2020). Ha in seguito firmato con la squadra professionistica tedesca degli Stuttgart Surge